# Aurorae Sinus
Aurorae Sinus és característica d'albedo i una petita àrea de la superfície marciana, situada en l'hemisferi austral del planeta, caracteritzada pel seu color netament més fosc respecte al de la regió circumdant, fent-la al mateix temps una característica d'albedo. Juntament amb altres formacions geogràfiques adjacents, Aonius Sinus i Solis Lacus, aquesta regió obté el nom, en l'astronomia observativa, de l'"ull de Mart".
Aquesta regió s'hi troba centrada en les coordenades 15° S, 50° E.